# Calamus mesilauensis
Calamus mesilauensis är en enhjärtbladig växtart som beskrevs av John Dransfield. Calamus mesilauensis ingår i släktet Calamus och familjen Arecaceae. Inga underarter finns listade i Catalogue of Life.